# Valahnúkur (Þórsmörk)
Beim Valahnúkur handelt es sich um einen vulkanischen Berg im Naturschutzgebiet Þórsmörk im Süden Islands.

## Lage
Er befindet sich auf der Nordseite des Flusses Krossá und westlich der Hütte Langidalur/Skagfjörðsskáli.

## Geologie
Der Kegel stammt aus der letzten Eiszeit und ist möglicherweise völlig unter Wasser entstanden, wie seine aufgeschlossene Kissenlava bezeugt.

## Wandern auf den Valahnúkur
Von der Hütte aus kann man auf den Aussichtsberg hinaufsteigen.